# 新園 (高雄市)
新園，是臺灣高雄市路竹區的一個傳統地域名稱，位於該區東北部。相較於今日行政區，其範圍大致包括竹園里不含西北端及北部兩個凸出部分及南部邊界地帶西段、甲北里東部邊界地帶中南段，以及阿蓮區的中路里南部東半側較大凸出部分的南半部。
本地區境內主要聚落為新園。

## 歷史
台灣日治初期，新園地區為一街庄，稱為「新園庄」（舊制街庄），隸屬於長治一圖里。該庄昔日北與中路庄為鄰，東與崙仔頂庄為鄰，南邊為下坑庄，西邊為一甲庄、營後庄。
1901年（日治明治三十四年）11月11日，全台廢縣廳改設二十廳，該庄隸屬於鳳山廳。1904年（明治三十七年）5月3日，該庄編入「一甲區」，隸屬於鳳山廳。1909年（明治四十二年）10月25日，全台合併二十廳為十二廳，一甲區改隸屬於臺南廳。1920年（大正九年）10月1日，全台地方制度大改正，廢十二廳改設五州二廳，該庄改制為「新園」大字，隸屬於高雄州岡山郡路竹庄（新制街庄）。
戰後路竹庄改制為路竹鄉，隸屬於高雄縣，大字亦改制為村。1950年（民國39年）10月1日，高、屏分治，路竹鄉仍隸屬於高雄縣。2010年（民國99年）12月25日，高雄縣、市合併為直轄高雄市，路竹鄉改制為路竹區，村亦改制為里。

## 聚落
本地區發展較早的聚落為新園，在日治初期的官方地圖上已有記載。

## 交通
國道1號又稱「中山高速公路」，是貫穿台灣西部的兩條縱向高速公路之一，經過本地區西部邊界地帶南段，並在省道台28線交會處設有路竹交流道。由此可快速前往國道1號沿線各地。
省道台28線是湖內橋至茂林（實際終點為大津）的幹道，經過本地區中部。由該道路西行可前往國道1號路竹交流道、湖內區西南部，並止於省道台17線轉角暨省道台17甲線終點路口；東行可前往阿蓮區、田寮區、田寮區/內門區交界地帶、內門區/旗山區交界地帶、旗山區等地。
區道高12線是下坑至阿蓮的道路，經過本地區主聚落。